# 니콜라이 보일레센
니콜라이 묄레르 보일레센(덴마크어: Nicolai Møller Boilesen, 1992년 2월 16일 ~ )은 덴마크의 프로 축구 선수로, 덴마크 수페르리가의 코펜하겐과 덴마크 국가대표팀에서 레프트백으로 활약하고 있다.

## 구단 경력

### 아약스
보일레센은 2004년에 1부 리그 클럽 브뢴뷔에 합류했다. 왼발 중앙 수비수로서 보일레센은 덴마크의 시니어 국가대표이자 전 브뢴뷔 선수인 다닐 아게르를 롤모델로 삼았다. 보일레센은 2007년 7월, 덴마크 U-17 국가대표팀에서 데뷔했으며, 브뢴뷔에서 활동하는 동안 여러 덴마크 청소년 팀에서 총 38경기를 뛰었다.
맨체스터 유나이티드, 피오렌티나, 첼시 등의 클럽에서 다양한 시험 기간을 보냈고 2009년 12월, 브뢴뷔 계약이 만료된 후, 보일레센은 네덜란드로 이적하는 데 동의했으며, 아약스는 브뢴뷔에게 400만 DKK (약 50만 유로)의 보상금을 지급했다. 이후 여러 유럽 명문 클럽들이 덴마크 청소년 국가대표이자 아약스 선수인 크리스티안 에릭센의 조언을 받아 아약스를 선택했다.  4년 계약을 체결하고 2013년 여름까지 클럽에 몸을 묶어두었던 그는 처음에는 유소년 팀에 합류했지만, 부상으로 인해 아약스에서의 첫 시즌이 중단되었다. 회복 후 그는 클럽의 19세 이하 팀인 아약스 A1에서 주전 자리를 굳혔고, 예비팀인 종 아약스에서도 출전했다.
보일레센은 2010-11년 시즌을 앞두고 아약스 1군에 합류하여 등번호 32번을 부여받았다. 2011년 4월 3일, 그는 헤라클레스 알멜로를 상대로 한 아약스의 3-0 승리의 후반전에 데일리 블린트 대신 교체 투입되어 프로 데뷔 전을 치렀다.

### 코펜하겐
2016년 8월 25일, 보일레센은 어린 시절 클럽 브뢴비의 숙적인 코펜하겐과 4년 계약을 체결했다.

## 국가대표팀 경력
2018년 5월, 그는 러시아의 2018년 FIFA 월드컵에서 덴마크 국가대표팀 예비 35인 명단에 이름을 올렸지만 최종 23인 명단에는 들지 못했다.
그는 코로나19 범유행으로 인해 2021년에 열린 UEFA 유로 2020에서 덴마크 국가대표팀 26인 명단에 이름을 올렸다. 덴마크는 코펜하겐의 파르켄에서 조별 리그 세 경기를 모두 치렀다.